# Ираклий (имя)
Ира́клий — мужское имя, православная форма от древнегреческого имени др.-греч. Ηρακλής (Ираклис) Геракл (др.-греч. Ηρακλής, в переводе с древнегреческого языка — «прославленный Герой», женой Зевса).
Производные, уменьшительные имена: Иркуша, Ика, Иракл

## Известные носители

### Монархи
- Ираклий I — византийский император
  - (он же — герой романа Готье из Арраса «Ираклий»).
  - отец его, Ираклий Старший
  - Ираклий II (византийский император), сын Ираклия I.
- Ираклий I (царь Картли) — грузинский царь.
- Ираклий II (царь Грузии) — грузинский царь.

### Святые
- Ираклий Адрианопольский — мученик III века.
- Ираклий Афинянин — мученик, сожжён в Афинах вместе со святыми Павлином и Венедимом.
- Ираклий Севастийский — один сорока Севастийских мучеников.
- Ираклий (Мотях) (ум. в 1937 году) — схимонах, исповедник, канонизирован в Соборе новомучеников российских.